# دانيلو بارسيلوس
دانيلو بارسيلوس (بالبرتغالية: Danilo) (17 أغسطس 1991 بكورونيل فابريسيانو في البرازيل - ) هو لاعب كرة قدم برازيلي في مركزي الوسط والدفاع.

## روابط خارجية
- دانيلو بارسيلوس على موقع قاعدة بيانات كرة القدم.إي يو (الإنجليزية)
- دانيلو بارسيلوس على موقع Soccerway.com (الإنجليزية)
- دانيلو بارسيلوس على موقع عالم كرة القدم.نت (الإنجليزية)